# Jiří Kábrt (knihovník)
Jiří Kábrt (8. března 1928 Náchod – 6. října 2010) byl český knihovník, vysokoškolský učitel a redaktor.

## Vzdělání
Studoval na reálném gymnáziu v Hradci Králové, kde odmaturoval roku 1947. Po ukončení střední školy se stal studentem na Filozofické fakultě Univerzity Karlovy, navštěvoval přednášky z psychologie, filozofie, vybrané filologické přednášky a jazyková cvičení, a také přednášky z prehistorické archeologie. Mezi lety 1948 a 1950 absolvoval dvouleté Tobolkovy knihovnické kurzy. Roku 1950 se stal členem lektorátu knihovnictví. Doktorát filozofie získal v roce 1953. Během studia působil v různých fakultních knihovnách.

## Pedagogická a vědecká činnost
Po ukončení studia nastoupil do Státní pedagogické knihovny dnešní Národní pedagogické muzeum a knihovna J. A. Komenského a díky nabídce Jaroslava Drtiny se stal 1. prosince 1953 odborným asistentem na katedře knihovnictví[které?].
V letech 1952–1959 vyučoval na Střední knihovnické škole, přednášel na Filozofické fakultě Univerzity Komenského v Bratislavě a byl lektorem řady knihovnických kurzů.
Roku 1955 se stal členem komise pro státní závěrečné zkoušky v oboru. Jeho vědecko-pedagogické působení zahrnovalo přednášky, prosemináře, cvičení, semináře, vedení studentské praxe a exkurzí. Ve svých přednáškách se zaměřoval na oblasti teorie knihovnictví, knihovní fondy a organizace knihovnické práce (čemuž odpovídala i publikační činnost).  Působil v denním, dálkovém a postgraduálním studiu.
V roce 1966 byl jmenován docentem v oboru knihovnictví se specializací na bibliografii. V říjnu roku 1967 se stal vedoucím Katedry vědeckých informací a knihovnictví[které?]. V 60. letech se ve svých výzkumech zaměřil nejdříve na dějiny české bibliografie a následně na systematický výklad bibliografické vědy. V oblasti pedagogiky se zaměřil na pedagogický a didaktický problém vysokoškolské výuky knihovnictví, bibliografie a vědeckých informací.
V letech 1968‒1971 pracoval jako odpovědný redaktor Bibliografického časopisu. Od roku 1972 redigoval samostatnou přílohu časopisu Čtenář, která se jmenovala Knihovnictví a bibliografie.
Od jejího založení pracoval v Ústřední knihovnické radě, v roce 1979 se stal předsedou. Působil v IFLA, kde byl členem bibliografické sekce. Také byl členem vědecké rady Národní knihovny, Matice slovenské, Památníku národního písemnictví, Národního muzea. Podnikl řadu studijních cest do zahraničí
V roce 1982 mu byl udělen titul doktora věd historických. Následujícího roku se stal prvním univerzitním profesorem oboru vědecké informace a knihovnictví.

## Ocenění
Jiří Kábrt byl za svůj život vyznamenán řadou čestných uznání a dalších ocenění: 
- Čestné uznání Poverenictva SNR pre kultúru za vzornou spolupráci ve prospěch slovenského knihovnictví (1968)
- Čestné uznání ministra kultury ČSR za rozvoj československého knihovnictví (1975)
- Čestné uznání za řízení komise expertů MŠ ČSR (1978)
- Čestný diplom MK ČSR za obětavou práci pro socialistické knihovnictví (1978)
- Diplom MK k výročí knihovnických zákonů Za zásluhy o výstavbu československého knihovnictví (1979)
- Čestné uznání ÚVTEI za rozvoj knihovnictví (1980)
- Čestné uznání FF UK za dlouholetý podíl na rozvoji oboru (1980)
- Medaile Za rozvoj Památníku národního písemnictví (1983)
- Medaile ÚV KSČ a ÚV NF Za záslužnou práci k 40. výročí osvobození (1985)